# The Cleftones
The Cleftones est un groupe américain de doo-wop, originaire de New York et formé en 1953. Ils signent avec George Goldner en 1955.
Leur chanson Little girl of mine a fait partie de la bande originale du film Il était une fois le Bronx de Robert De Niro.